# Аламитос, Ла Игера (Толиман)
Аламитос, Ла Игера (шп. Alamitos, La Higuera) насеље је у Мексику у савезној држави Керетаро у општини Толиман. Насеље се налази на надморској висини од 1761 м.

## Становништво
Према подацима из 2010. године у насељу је живело 7 становника.

### Хронологија
| Година       | 2005          | 2010 |
| ------------ | ------------- | ---- |
| Становништво | 111 (57 / 54) | 7    |

### Попис
| # | Индикатор                     | Вредност |
| - | ----------------------------- | -------- |
| 1 | Укупно домаћинстава           | 4        |
| 2 | Укупно насељених домаћинстава | 1        |
| 3 | Величина локације             | 1        |